# Mistrovství Československa silničních motocyklů 1959
Mistrovství Československa silničních motocyklů 1959 se konalo v objemových třídách do 125, 175, 250 a 350 cm³ a ve třídě sidecarů. 

### Závody
- - Z1 = Jiřetín 7. 6. 1959 – okruh 6 100 metrů;
  - Z2 = Uherské Hradiště 21. 6. 1959 – okruh 4 350 metrů;
  - Z3 = Kdyně 12. 7. 1959 – okruh 4 500 metrů;
  - Z4 = Štramberk 26. 7. 1959 – okruh 6 250 metrů;
  - Z5 = Rosice 2. 8. 1959 – okruh 4 141 metrů
  - Z6 = Louny 9. 8. 1959 – okruh 7 100 metrů
  - Z7 = Tábor 6. 9. 1959;

## Legenda

### Body za umístění
- - 1. místo – 8 bodů
  - 2. místo – 6 bodů
  - 3. místo – 4 body
  - 4. místo – 3 body
  - 5. místo – 2 body
  - 6. místo - 1 bod

- Započítávají se 3 nejlepší výsledky ze 4

### Vysvětlivky
- - BC = Body celkem
  - BZ = Body započítávané

## Třída do 125 cm³
| Pořadí | Jméno            | Místo                  | Moto   | Z2 | Z4 | Z6 | Z7 | BC | BZ |
| ------ | ---------------- | ---------------------- | ------ | -- | -- | -- | -- | -- | -- |
| 1.     | Stanislav Malina | Strakonice             | ČZ OHC | 1  | 1  | 2  | 1  | 30 | 24 |
| 2.     | Jaroslav Žípek   | Strakonice             | ČZ OHC | 2  | 2  | 1  | 2  | 26 | 20 |
| 3.     | Zdeněk Pospíšil  | Děčín                  | ČZ OHC | 4  | 5  |    | 3  | 9  | 9  |
| 4.     | Václav Parus     | Praha                  | ČZ OHC |    | 4  | 3  |    | 7  | 7  |
| 5.     | František Mrázek | Brno                   | ČZ OHC | 5  | 3  |    |    | 6  | 6  |
| 6.     | Ladislav Dubóczy | Ladomer                | ČZ OHC | 3  |    |    |    | 4  | 4  |
| 7.     | Oldřich Fišer    | Ústí nad Labem         | ČZ     | 6  |    |    |    | 1  | 1  |
| 7.     | Karel Dorňák     | Frenštát pod Radhoštěm | ČZ     |    | 6  |    |    | 1  | 1  |

## Třída do 175 cm³
| Pořadí | Jméno            | Místo                  | Moto    | Z2 | Z4 | Z6 | Z7 | BC | BZ |
| ------ | ---------------- | ---------------------- | ------- | -- | -- | -- | -- | -- | -- |
| 1.     | Karel Bojer      | Strakonice             | ČZ      | 1  | 1  | 1  | 2  | 30 | 24 |
| 2.     | Václav Parus     | Praha                  | ČZ      |    | 2  | 2  | 1  | 20 | 20 |
| 3.     | František Srna   | Pezinok                | ČZ      | 4  | 5  |    | 3  | 9  | 9  |
| 4.     | František Boček  | Praha                  | ČZ      | 2  |    | 5  |    | 8  | 8  |
| 5.     | Jaroslav Žípek   | Strakonice             | ČZ OHC  |    | 3  | 3  |    | 8  | 8  |
| 6.     | František Kročka | Jur                    | ČZ      | 3  | 6  |    |    | 5  | 5  |
| 7.     | Jan Novosad      | Miroslav               | Jawa ČZ |    | 4  | 6  |    | 4  | 4  |
| 8.     | Bohumil Lakomý   | Šumperk                | ČZ      | 5  |    |    |    | 2  | 2  |
| 9.     | Karel Dorňák     | Frenštát pod Radhoštěm | ČZ      | 6  |    |    |    | 1  | 1  |

## Třída do 250 cm³
| Pořadí | Jméno            | Místo                  | Moto     | Z2 | Z4 | Z6 | Z7 | BC | BZ |
| ------ | ---------------- | ---------------------- | -------- | -- | -- | -- | -- | -- | -- |
| 1.     | František Srna   | Pezinok                | ČZ OHC   | 2  | 1  | 2  | 2  | 26 | 20 |
| 2.     | Stanislav Malina | Praha                  | ČZ OHC   | 1  |    |    | 1  | 16 | 16 |
| 3.     | Jiří Koštíř      | Strakonice             | ČZ OHC   |    |    | 1  | 3  | 12 | 12 |
| 4.     | Jan Novosad      | Miroslav               | Jawa     | 4  | 2  |    |    | 11 | 11 |
| 5.     | Adolf Gorus      | Opava                  | ČZ OHC   | 5  | 3  |    |    | 6  | 6  |
| 5.     | Josef Lukšík     | Plzeň                  | ČZ OHC   |    |    | 3  | 5  | 6  | 6  |
| 7.     | Gustav Havel     | Praha                  | Jawa OHC | 3  |    |    |    | 4  | 4  |
| 8.     | Oldřich Hloch    | Šumperk                | Jawa     |    | 4  |    |    | 3  | 3  |
| 8.     | František Bartoš | Ostrava                | ČZ OHC   |    |    |    | 4  | 3  | 3  |
| 10.    | Miroslav Hrubý   | Přerov                 | ČZ OHC   |    | 5  |    |    | 2  | 2  |
| 10.    | Vlastimil Rain   | Dvůr Králové nad Labem | Ravo     |    |    | 5  |    | 2  | 2  |
| 12.    | Emanuel Quirenz  | Brno                   | Jawa     | 6  |    |    |    | 1  | 1  |
| 12.    | Oldřich Kába     | Týnec nad Sázavou      | Jawa     |    | 6  |    |    | 1  | 1  |
| 12.    | Pavel Slavíček   | Praha                  | Jawa OHC |    |    |    | 6  | 1  | 1  |

## Třída do 350 cm³
| Pořadí | Jméno              | Místo                | Moto     | Z2 | Z4 | Z6 | Z7 | BC | BZ |
| ------ | ------------------ | -------------------- | -------- | -- | -- | -- | -- | -- | -- |
| 1.     | František Šťastný  | Praha                | Jawa OHC | 1  | 1  | 1  |    | 24 | 24 |
| 2.     | Pavel Slavíček     | Praha                | Jawa OHC | 4  |    | 3  | 1  | 15 | 15 |
| 3.     | Gustav Havel       | Praha                | Jawa OHC | 3  | 2  | 4  |    | 13 | 13 |
| 4.     | František Helikar  | Praha                | Jawa OHC | 2  |    |    |    | 6  | 6  |
| 4.     | Miroslav Čada      | Miroslav             | Jawa OHC |    |    | 2  |    | 6  | 6  |
| 4.     | František Srna     | Pezinok              | Jawa OHC |    |    |    | 2  | 6  | 6  |
| 7.     | Josef Hejmala      | Brno                 | Jawa ČZ  |    | 3  | 6  |    | 5  | 5  |
| 8.     | Miroslav Špak      | Praha                | Jawa OHC |    |    |    | 3  | 4  | 4  |
| 9.     | Jaromír Makovička  | Dubí                 | ČZ OHC   | 5  |    | 5  |    | 4  | 4  |
| 10.    | Miroslav Kubánek   | Opava                | Jawa     |    | 4  |    |    | 3  | 3  |
| 10.    | Richard Schiffauer | Praha                | Jawa     |    |    |    | 4  | 3  | 3  |
| 12.    | Ján Horváth        | Nové Mesto nad Váhom | ČZ OHC   |    | 5  |    |    | 2  | 2  |
| 12.    | Jiří Hlaváč        | Písek                | ČZ OHC   |    |    |    | 5  | 2  | 2  |
| 14.    | František Kročka   | Jur                  | ČZ OHC   | 6  |    |    |    | 1  | 1  |
| 14.    | Oldřich Kába       | Týnec nad Sázavou    | Jawa     |    | 6  |    |    | 1  | 1  |
| 14.    | Václav Kukla       | Roudníky             | ČZ OHC   |    |    |    | 6  | 1  | 1  |

## Sidecary
| Pořadí | Jméno                                     | Místo          | Moto      | Z1 | Z2 | Z3 | Z5 | BC | BZ |
| ------ | ----------------------------------------- | -------------- | --------- | -- | -- | -- | -- | -- | -- |
| 1.     | Ladislav Štajner-Gustav Havel             | Praha          | Jawa OHC  |    | 1  | 1  | 1  | 24 | 24 |
| 2.     | Rudolf Sůva-Jiří Třmínek                  | Železný Brod   | BMW       | 1  | 4  |    | 2  | 17 | 17 |
| 3.     | Josef Novotný-Ladislav Jelínek            | Praha          | Jawa OHC  | 2  | 2  | 6  |    | 13 | 13 |
| 4.     | Jaroslav Šaroch-Josef Sloup/Pavel Havlík  | Praha          | Matchless |    | 6  | 4  | 3  | 8  | 8  |
| 5.     | Miroslav Špak-Jiří Podskalský             | Praha          | Jawa OHC  |    |    | 2  |    | 6  | 6  |
| 6.     | František Chaloupka-Miloslav Hubáček      | Praha          | Matchless | 3  | 5  |    |    | 6  | 6  |
| 7.     | Josef Rutte-Ludvík Haselberger            | Česká Kamenice | BMW       |    | 3  |    |    | 4  | 4  |
| 7.     | František Vondráček-Jiří Pták             | Praha          | Matchless |    |    | 3  |    | 4  | 4  |
| 9.     | Jiří Vyskočil-Jaroslav Kočí               | Praha          | ESO       |    |    |    | 4  | 3  | 3  |
| 10.    | Blahoslav Šolc-Jiří Kopal/Vladimír Vlasák | Česká Kamenice | BMW       |    |    | 5  | 6  | 3  | 3  |
| 11.    | Zdeněk Hrdý-Karel Gruber                  | Praha          | Jawa OHC  |    |    |    | 5  | 2  | 2  |